# Diagrama de nus

Diagrama d'un nus trèvol.

Un diagrama de nus és un dibuix que representa la projecció d'un nus o enllaç en un pla de manera que només hi apareguin punts simples i dobles (és a dir, que en cap punt del diagrama s'hi projectin més de dos punts del nus) i que els casos de punts dobles no siguin per tangència sinó per encreuament. A més, per tal de poder reconstruir unívocament el nus original, als punts d'encreuament s'hi marca quin tros de nus passa per davant de l'altre.
El principal avantatge de representar un nus a partir del seu diagrama és la senzillesa en el seu tractament i la facilitat d'imaginar intuïtivament el nus que representa. Un altre dels beneficis de l'ús dels diagrames del nus és que poden ser tractats per sistemes de computació, bé sigui per facilitar el càlcul de certs invariants per nusos (especialment però no exclusiva els polinòmics) o bé per ser identificats.
Els diagrames de nusos també permeten representar nusos orientats. Usualment aquesta representació es fa indicant l'orientació amb una o més fletxes sobre el diagrama paral·leles a algun dels trams.

## Moviments de Reidemeister

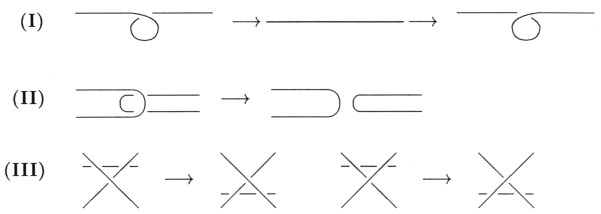
Els tres moviments de Reidemeister.

Un dels grans avantatges del tractament dels nusos a partir dels diagrames és el fet que s'hi poden tractar fàcilment els nusos equivalents entre ells. L'any 1927 Kurt Reidemeister, de manera independent a James W. Alexander i Garland B. Briggs, va demostrar que es pot passar de qualsevol diagrama d'un nus a qualsevol altre diagrama del mateix nus a partir de només tres tipus de canvis en el diagrama. I, recíprocament, que mitjançant aquests tres tipus de canvi no es poden assolir diagrames de nusos diferents a l'original. Aquest resultat tan fort en l'àmbit dels invariants per nusos va fer encara més útil l'ús de diagrames de nus tant per treballar amb nusos com per demostrar resultats en la teoria de nusos.

## Relació amb la teoria de grafs
Als anys 80 del segle XX es comença a vincular la teoria de grafs amb la teoria de nusos tant amb l'ús dels grafs com a eina d'estudi pels nusos com amb resultats teòrics comuns. Una de les primeres aplicacions en aquest àmbit és l'ús de grafs planars signats (que poden ser representats sense encreuaments entre les arestes, i en que cada aresta té assignat un valor 1 o -1 segons el tipus d'encreuament) per tabular nusos, tot i que fou un sistema que no prosperà, doncs quedà aparcat en favor d'altres mètodes més eficients per fer-ho.